# Gustave-Marc Rolin
Gustave Marc Albéric Sylvain Rolin (Gent, 3 november 1892 - De Panne, 22 mei 1918) was een officier van het Belgisch leger, die sneuvelde in de laatste maanden van de Eerste Wereldoorlog, nadat al twee van zijn broers waren gesneuveld.

## Levensloop
Gustave Rolin behoorde tot de uitgebreide Belgische familie Rolin en tot het grote gezin van Albéric Rolin en Sylvie Borreman.
Jongste van de vijf zoons van Albéric Rolin, volgde hij een opleiding aan de Militaire School en was onmiddellijk oorlogsvrijwilliger.
Eerst nam hij deel aan de verdediging van Antwerpen. Hij ontsnapte aan de dood toen een Duitse obus op zijn kazemat viel, die hij pas verlaten had. Hij nam deel aan de aftocht, tot in Nieuwpoort. Zijn capaciteiten als artillerist brachten mee dat hij in januari 1915 werd 'uitgeleend' aan de Engelsen. Gustave liet apocalyptische beschrijvingen na van het leven in de loopgrachten.
In 1916 en een gedeelte van 1917 vervoegde hij het 18de Belgische artillerieregiment. De oorlogvoering verkalmde enigszins in de Belgische sector. Toch moest men op 1 oktober 1917 een enorm bombardement doorstaan. Gustaaf verloor acht van zijn manschappen en ontsnapte nauwelijks aan de dood, nadat hij was ondergedolven onder een neergestorte schuilplaats.
Tijdens de winter werd gewerkt aan het bouwen en consolideren van nieuwe verdedigingswerken tussen Koksijde en Oostduinkerke.
In maart 1918 werd hij tot kapitein bevorderd. De Duitsers begonnen in mei weer intenser te schieten. De batterij van Gustaaf was blijkbaar ontdekt en werd met precisie beschoten. Hij moest op zoek gaan naar een veiliger plek. Tijdens die zoektocht werd hij getroffen door obusschilfers. Naar een ziekenhuis in De Panne gevoerd, werd hij geopereerd, maar de chirurg deelde onmiddellijk mee dat er weinig hoop was. De dag daarop overleed hij.
Henri Rolin, die er bij was, schreef aan hun ouders: "Hij heeft een mooie uitvaart gekregen, zoals hij het zou gewenst hebben. Een muziekkorps opende de rouwstoet, gevolgd door een peloton van zijn soldaten. Dan volgden soldaten die kronen droegen: meer dan twintig. Volgde de kist, gedragen door onderofficieren, met de nationaal driekleur er boven en daarop zijn mooie tuniek met zijn decoraties. Dan kwamen wij (Henri noemde een half dozijn vrienden bij de voornaam) en dan zes generaals en andere officieren, evenals de verpleegsters. We liepen door een haag van soldaten die het geweer presenteerden. De bevelvoerende kolonel sprak een aangrijpende redevoering uit. We zijn achteraf samengekomen met zijn vrienden, allen weenden. Franse officieren zijn ons hun medeleven komen betuigen. En een Engelse officier zegde ons: "Je zou ver moeten lopen om nog een zo vriendelijke en zo moedige wapenbroeder te vinden."  En luitenant-generaal Biebuyck, bevelhebber van de divisie was tot tranen toe bewogen en greep mijn beide handen terwijl hij zegde dat het in iedereens naam was, officieren, onderofficieren en soldaten, dat hij zijn bewondering uitdrukte voor de familie Rolin."
Gustave was de derde van de broers Rolin die sneuvelde. Er bleven nog Albéric en Henri over, die ook al een paar maal zwaar gekwetst waren geweest. Het drama die deze familie trof werd algemeen bekend en besproken. Ook koning Albert I betuigde zijn medeleven en wilde maatregelen nemen opdat de twee overblijvende broers niet meer in gevechtszones zouden terechtkomen. Maar ze weigerden dit allebei kordaat. Gelukkig overleefden ze de laatste oorlogsmaanden. 
Om de drie gesneuvelde broers te eren werd de artilleriekazerne in Etterbeek in 1933 tot Rolin-kazerne omgedoopt. Het is ook in grote mate om hunnentwille dat hun vader en andere leden van de familie Rolin in 1921 in de Belgische adel werden opgenomen.